# Сёмочкин, Никита Игоревич
Никита Игоревич Сёмочкин (4 октября 1995, Елец, Липецкая область, Россия — 16 марта 2024, близ Лисичанска, Луганская область, Украина) — российский военнослужащий, старший лейтенант, командир роты специального назначения. Герой Российской Федерации (посмертно, 2024).

## Биография
Родился 4 октября 1995 года в Ельце Липецкой области.
Учился в Елецком медицинском колледже, с которого выпустился в 2014 году. После чего перешёл на военную деятельность. Начинал Сёмочкин с псковской десантно-штурмовой дивизии ВДВ, а затем поступил и окончил Рязанское гвардейское высшее воздушно-десантное командное училище в 2020 году. Занимался спортом, являлся участником вооружённого вторжения России на Украину. Был неоднократно ранен, оказывал бойцам медицинскую помощь, командовал разведывательной ротой, которая прошла Херсон, Мариуполь, Северодонецк, Соледар, в том числе и металлургический комбинат Азовсталь.
Погиб 16 марта 2024 года при выполнении специальной операции под Лисичанском. Похоронен на Аргамаченском кладбище.

## Звания и награды
- Герой Российской Федерации (посмертно, 2024)[5].
- медаль «За отвагу» (2)[2].
- медаль «За боевые отличия»[2].
- Орден Мужества[2].
- Медаль Суворова[2].
- Медаль Жукова[2].

## Память
- Летом 2024 года стало известно о том, что открылась мемориальная доска на фасаде здания Елецкого медицинского колледжа Липецкой области в честь Герой Н. И. Сёмочкина, в котором мужчина учился[6].